# Günther Knobloch (Politiker)
Günther Knobloch (* 10. Mai 1926 in Ebersbach; † 27. Januar 2014 in Berlin) war ein deutscher Funktionär der Sozialistischen Einheitspartei Deutschlands (SED) in der Deutschen Demokratischen Republik (DDR). Er war von 1980 bis 1986 stellvertretender Minister für Verkehrswesen und stellvertretender Generaldirektor der Deutschen Reichsbahn.

## Leben
Knobloch, Sohn eines Lokführers, legte 1944 das Abitur ab und wurde im selben Jahr zunächst in den Reichsarbeitsdienst (RAD) und dann in die deutsche Wehrmacht eingezogen. Er kämpfte als Panzergrenadier, zuletzt als Unteroffizier, im Zweiten Weltkrieg.
Nach dem Ende des Krieges kehrte Knobloch nach Sachsen zurück. Noch 1945 wurde er Mitglied der Sozialdemokratischen Partei Deutschlands (SPD) und 1946 nach der Zwangsvereinigung der SPD mit der Kommunistischen Partei Deutschlands (KPD) in der sowjetisch besetzten Zone Mitglied der SED.
1945 begann Knobloch seine Tätigkeit bei der Deutschen Reichsbahn (DA). 1947 stieg er zum Reichsbahninspektor, 1948 zum Sachbearbeiter im Reichsbahnamt (RBA) in Bautzen, 1950 zum Abteilungsleiter im RBA in Riesa, 1952 zum Dezernenten in den Reichsbahndirektionen (Rbd) Cottbus und Halle, 1955 zum Vizepräsidenten der Rbd Cottbus und 1956 zum Präsidenten der Rbd Dresden auf.
Von 1963 bis 1965 studierte Knobloch an der Hochschule für Verkehrswesen in Dresden und wurde Diplom-Ingenieurökonom. Nach kurzer Tätigkeit als Betriebsleiter der DR wurde Knobloch 1966 in das Ministerium für Verkehrswesen in Ost-Berlin berufen und wurde Leiter der Hauptabteilung Betrieb und Verkehr.
1972/73 besuchte Knobloch die Parteihochschule der SED in Potsdam und wurde dann stellvertretender Generaldirektor der DR. 1980 stieg er zum stellvertretenden Minister für Verkehrswesen und erstem, stellvertretenden Generaldirektor der DR auf. Da der Verkehrsminister der DDR formal auch als Generaldirektor der DR fungierte, agierte Knobloch in dieser Funktion faktisch als Chef der DR. 1986 wurde er aus gesundheitlichen Gründen abgelöst und ging 1987 in den Ruhestand.